# Sinzig
Sinzig este un oraș din landul Renania-Palatinat, Germania.

## Galerie de imagini

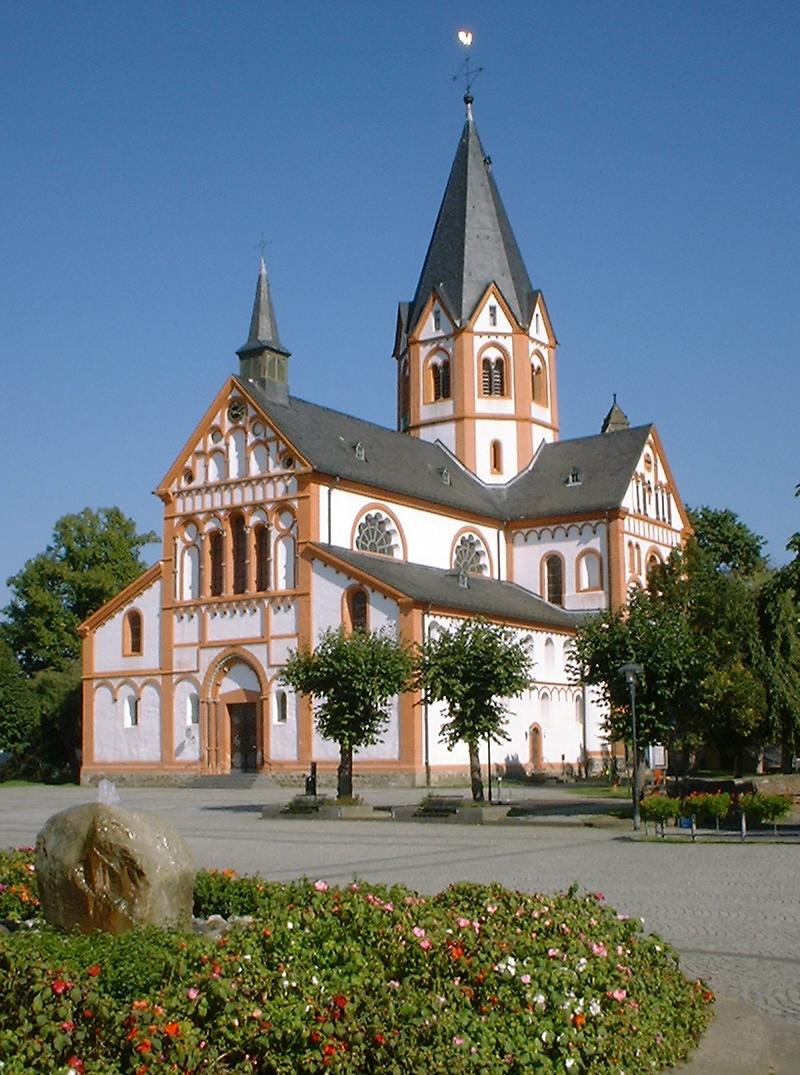
Biserica Sfântul Petru din Sinzig, secolul al XIII-lea